# 内閣府特命担当大臣（再チャレンジ担当）
内閣府特命担当大臣（再チャレンジ担当）（ないかくふとくめいたんとうだいじん さいちゃれんじたんとう）は、日本の国務大臣のうち再チャレンジに関する施策を担当するものとして内閣総理大臣から職務の辞令を受けた大臣である。再チャレンジ担当大臣と通称される。

## 沿革

### 国務大臣（再チャレンジ担当）
2006年9月26日に発足した安倍内閣では、目玉政策の再チャレンジ出来る社会の実現に向け、「再チャレンジ可能な社会を構築するための施策を総合的に推進するため企画立案及び行政各部の所管する事務の調整」を担当する国務大臣を設置することになった。それに伴い、同内閣で内閣府特命担当大臣（金融担当）として入閣した衆議院議員の山本有二が「再チャレンジ可能な社会を構築するための施策を総合的に推進するため企画立案及び行政各部の所管する事務の調整」を担当する国務大臣も兼任することとなった。2007年8月27日、内閣官房再チャレンジ担当室などが所管していた再チャレンジに関する行政は、内閣府に移管されることになった。同日付で第1次安倍改造内閣が発足し、衆議院議員の岸田文雄が「内閣府特命担当大臣（再チャレンジ担当）」に任命された。

### 内閣府特命担当大臣（再チャレンジ担当）
日本の内閣府に置かれた内閣府特命担当大臣の一つとして設置された時期もあるが、廃止され、その後の第2次安倍内閣から第3次安倍第2次改造内閣までは、以前の様に国務大臣として再び設置されていた。内閣府にて再チャレンジに関する行政を司る組織としては、内閣府政策統括官配下の組織などが挙げられる。内閣府特命担当大臣（再チャレンジ担当）は、これらの組織を担当する。
内閣府特命担当大臣のうち、沖縄及び北方対策担当、金融担当、消費者及び食品安全担当の3大臣は、内閣府設置法により必置とされている。それに対して、他の内閣府特命担当大臣は必置とはされておらず、担当する諸課題により柔軟に設置できる。そのため、政権により増減や変動があり、その役職名は必ずしも一致しない。内閣府特命担当大臣（再チャレンジ担当）は、2007年に設置されたものの、同年廃止された。

## 歴代大臣
| 代 | 氏名 | 氏名 | 内閣 | 内閣 | 就任日 | 退任日 | 党派 |
| 国務大臣（再チャレンジ可能な社会を構築するための施策を 総合的に推進するため企画立案及び行政各部の所管する事務の調整） | 国務大臣（再チャレンジ可能な社会を構築するための施策を 総合的に推進するため企画立案及び行政各部の所管する事務の調整） | 国務大臣（再チャレンジ可能な社会を構築するための施策を 総合的に推進するため企画立案及び行政各部の所管する事務の調整） | 国務大臣（再チャレンジ可能な社会を構築するための施策を 総合的に推進するため企画立案及び行政各部の所管する事務の調整） | 国務大臣（再チャレンジ可能な社会を構築するための施策を 総合的に推進するため企画立案及び行政各部の所管する事務の調整） | 国務大臣（再チャレンジ可能な社会を構築するための施策を 総合的に推進するため企画立案及び行政各部の所管する事務の調整） | 国務大臣（再チャレンジ可能な社会を構築するための施策を 総合的に推進するため企画立案及び行政各部の所管する事務の調整） | 国務大臣（再チャレンジ可能な社会を構築するための施策を 総合的に推進するため企画立案及び行政各部の所管する事務の調整） |
| --- | --- | --- | --- | --- | --- | --- | --- |
| ‐ | | 山本有二 | 第1次安倍内閣 | 第1次安倍内閣 | 2006年9月26日 | 2007年8月27日 | 自由民主党 |
| 内閣府特命担当大臣（再チャレンジ担当）                                                                                | | | | | | | |
| 1 | | 岸田文雄 | 第1次安倍改造内閣 | 第1次安倍改造内閣 | 2007年8月27日 | 2007年9月26日 | 自由民主党 |
| 国務大臣（再チャレンジ可能な社会を構築するための施策を 総合的に推進するため企画立案及び行政各部の所管する事務の調整） | | | | | | | |
| ‐ | | 稲田朋美 | 第2次安倍内閣 | 第2次安倍内閣 | 2012年12月26日 | 2014年9月3日 | 自由民主党 |
| ‐ | | 山口俊一 | 第2次安倍改造内閣 第3次安倍内閣                                                                                       | 第2次安倍改造内閣 第3次安倍内閣                                                                                       | 2014年9月3日 | 2015年10月7日 | 自由民主党 |
| ‐ | | 加藤勝信 | 第3次安倍第1次改造内閣 第3次安倍第2次改造内閣                                                                         | 第3次安倍第1次改造内閣 第3次安倍第2次改造内閣                                                                         | 2015年10月7日 | 2017年8月3日 | 自由民主党 |

- 内閣府特命担当大臣は複数名を任命することがあるため、通常は代数の表記は行わない。ただし、本表ではわかりやすさに配慮し、代数の欄を便宜上設けた。
- 辞令のある再任は就任日を記載し、辞令のない留任は就任日を記載しない。
- 党派の欄は、就任時、または、内閣発足時の所属政党を記載した。
- 2007年8月27日に再チャレンジに関する行政が内閣府に移管されるまでは、国務大臣に対する所管事項として「再チャレンジ可能な社会を構築するための施策を総合的に推進するため企画立案及び行政各部の所管する事務の調整」の発令があった。あくまで国務大臣に対する所管事項であり、内閣府特命担当大臣（再チャレンジ担当）とは扱いが異なるが、後に設置された内閣府特命担当大臣（再チャレンジ担当）と所管業務が類似するため、便宜上掲載した。
- 2012年12月26日に発足した第2次安倍内閣より、国務大臣に対する所管事項として「再チャレンジ可能な社会を構築するための施策を総合的に推進するため企画立案及び行政各部の所管する事務の調整」の発令があった。あくまで国務大臣に対する所管事項であり、内閣府特命担当大臣（再チャレンジ担当）とは扱いが異なるが、前に設置された内閣府特命担当大臣（再チャレンジ担当）と所管業務が類似するため、便宜上掲載した。